# Meine Ehre heißt Treue

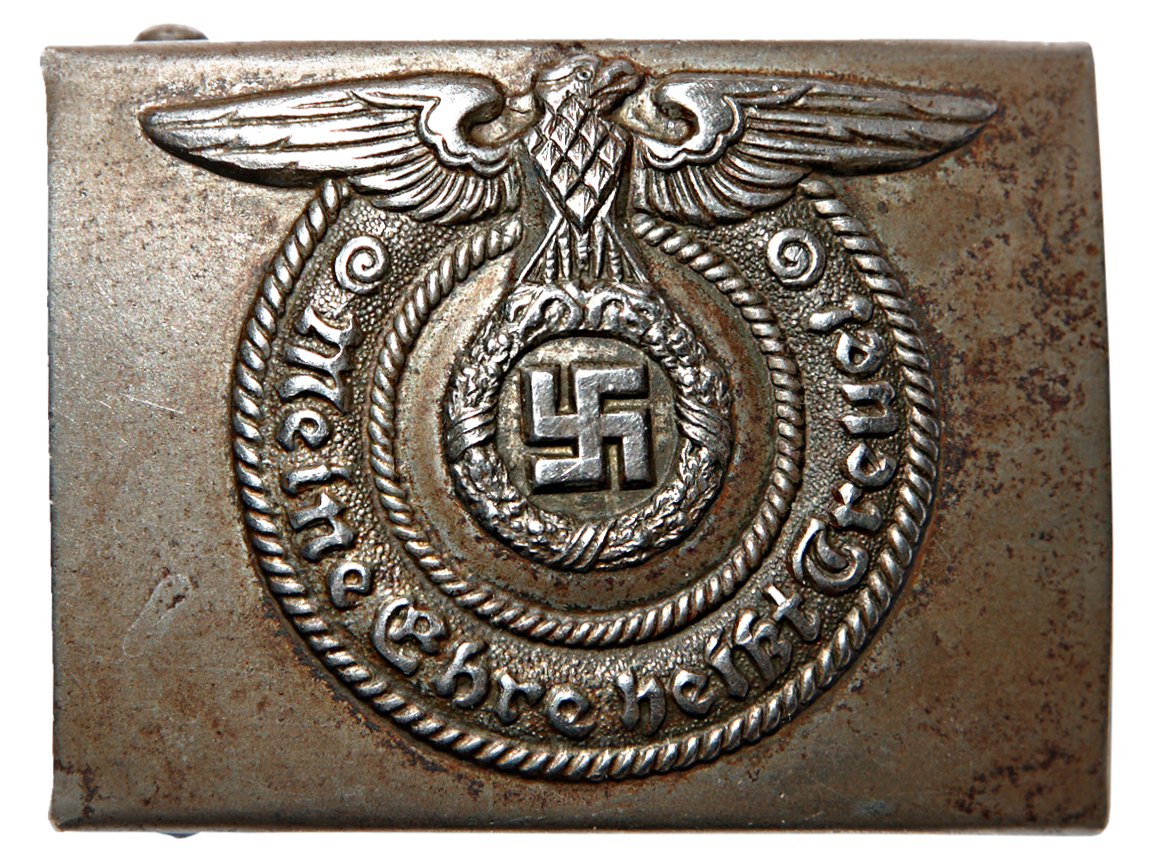
Fibbia della cintura delle SS con il motto Meine Ehre heißt Treue.

Meine Ehre heißt Treue (in italiano Il mio onore si chiama lealtà) era il motto della principale organizzazione paramilitare conosciuta come Schutzstaffel (SS) nella Germania nazista.

## Storia
In un contesto nazionalsocialista, la frase Meine Ehre heißt Treue si riferisce a una dichiarazione di Adolf Hitler a seguito della rivolta di Stennes, un incidente tra le Sturmabteilung di Berlino (SA) e le Schutzstaffel (SS). All'inizio di aprile 1931, gli affiliati della SA, sotto Walter Stennes, tentarono di rovesciare il capo della sezione berlinese del Partito nazionalsocialista tedesco dei lavoratori. Mentre il capo sezione Joseph Goebbels fuggiva con il suo staff, una manciata di uomini delle SS guidati da Kurt Daluege sono stati picchiati nel tentativo di respingere le SA. Dopo l'incidente, Hitler scrisse una lettera di congratulazioni a Daluege, affermando «[...] SS-Mann, deine Ehre heißt Treue! (Uomo delle SS, il tuo onore è la lealtà)». Poco dopo, il Reichsführer-SS Heinrich Himmler, adottò la versione modificata di questa frase come motto ufficiale dell'organizzazione.

## Interdizioni postbelliche

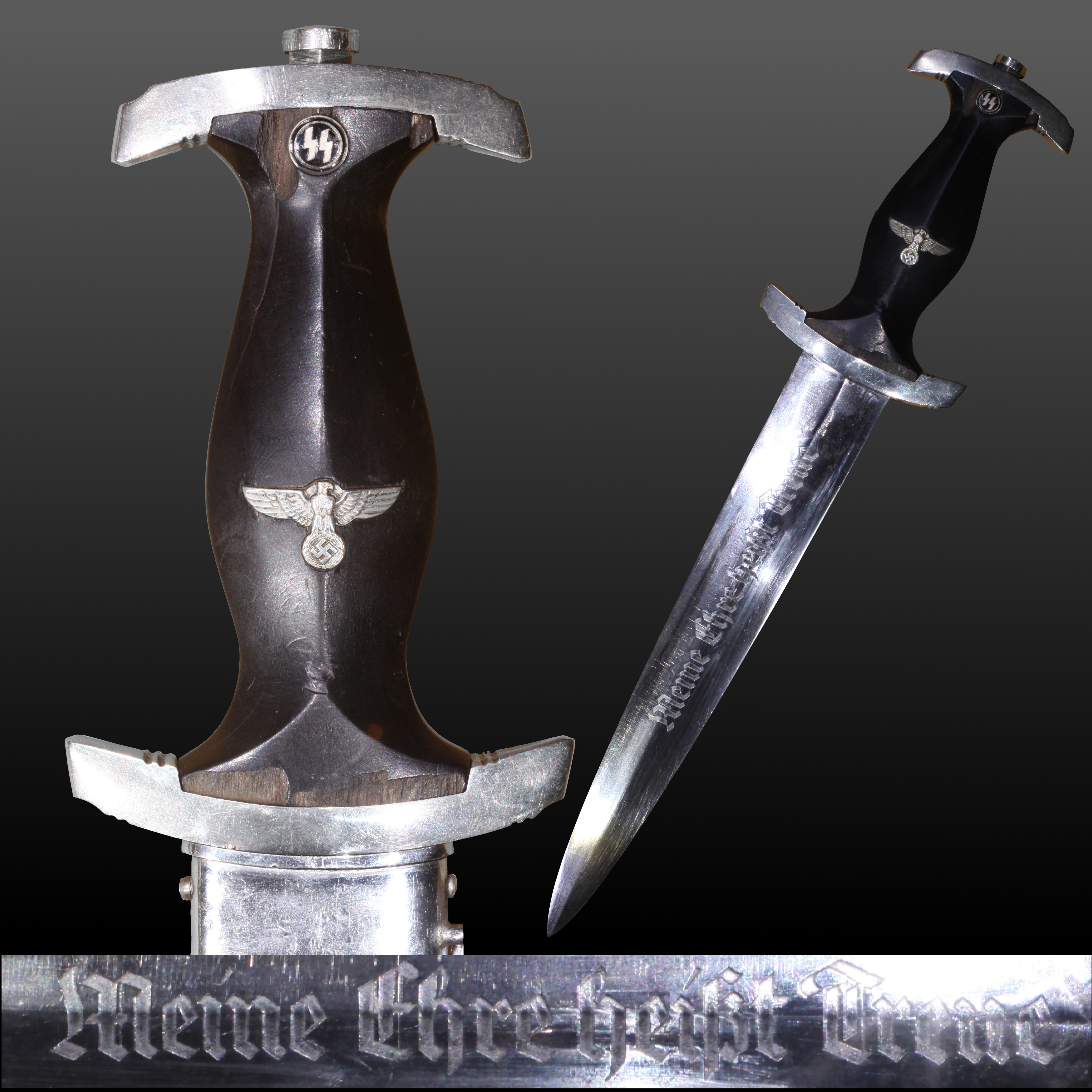
Pugnale d'ordinanza della SS. Sulla lama è inciso il motto Meine Ehre heißt Treue.

Dal 1947, l'uso di questo motto o le variazioni dello stesso sono proibiti in Austria e Germania dalle loro leggi relative all'uso di simboli di organizzazioni anticostituzionali, ad esempio in Germania, la Strafgesetzbuch 86a. La frase è usata da alcune organizzazioni di estrema destra.

## Attualità
Jurica Živoder (29), un concorrente dello show televisivo croato RTL "Love is in the country", è stato rimosso dallo spettacolo nell'aprile 2021 dopo che gli spettatori si sono lamentati del suo tatuaggio "Meine Ehre heißt Treue". I produttori in risposta hanno rilasciato una dichiarazione:"Tutte le sue scene saranno tagliate prima della messa in onda dopo aver scoperto che seguiva anche la pagina Facebook Le convinzioni politiche di Adolf Hitler".